# Will Dean
William "Will" Dean, född 10 juni 1987, är en kanadensisk roddare.
Dean tävlade för Kanada vid olympiska sommarspelen 2012 i London, där han slutade på 9:e plats i fyra utan styrman.
Vid olympiska sommarspelen 2016 i Rio de Janeiro slutade Dean på 8:e plats i scullerfyra. Övriga i roddarlaget var Julien Bahain, Robert Gibson och Pascal Lussier.